# Spectarcturus multispinatus
Spectarcturus multispinatus is een pissebed uit de familie Arcturidae. De wetenschappelijke naam van de soort is voor het eerst geldig gepubliceerd in 1981 door George A. Schultz.